# Patrick McDonough
Patrick McDonough, född den 22 juli 1961 i Long Beach, Kalifornien, är en amerikansk tävlingscyklist som tog OS-silver i lagförföljelsen vid olympiska sommarspelen 1984 i Los Angeles. 